# Steppehagedis
De steppehagedis, ook wel steppenhagedis, (Eremias arguta) is een hagedis uit de familie echte hagedissen (Lacertidae).

## Naam en indeling
De wetenschappelijke naam van de soort werd voor het eerst voorgesteld door Peter Simon Pallas in 1773. Oorspronkelijk werd de naam Lacerta arguta gebruikt. Later werden onder andere de namen Podarcis variabilis en Lacerta variabilis gebruikt voor deze soort.

### Ondersoorten
Er worden tegenwoordig vijf ondersoorten erkend, die voornamelijk verschillen in uiterlijk en verspreidingsgebied. Vroeger werd een zesde ondersoort erkend; Eremias arguta potanini, maar dit wordt beschouwd als verouderd.
| Naam                          | Auteur          | Verspreidingsgebied                                             |
| ----------------------------- | --------------- | --------------------------------------------------------------- |
| Eremias arguta arguta         | Pallas, 1773    | De rest van het verspreidingsgebied                             |
| Eremias arguta darevskii      | Tsaruk, 1986    | Kirgizië                                                        |
| Eremias arguta deserti        | Gmelin, 1789    | Azerbeidzjan, Kazachstan, Moldavië, Oekraïne, Roemenië, Rusland |
| Eremias arguta transcaucasica | Darewskij, 1953 | Armenië, Azerbeidzjan, Georgië, Turkije                         |
| Eremias arguta uzbekistanica  | Chernov, 1934   | Kazachstan, Kirgizië, Oezbekistan                               |

## Uiterlijke kenmerken
Deze hagedis kan tot 22 centimeter lang worden inclusief de staart die meer dan twee keer zo lang is als het lichaam. Het is familie van de inheemse muurhagedis (Podarcis muralis), en lijkt er uiterlijk sterk op. De steppehagedis wordt gekenmerkt door een lichtbruine basiskleur met donkere vlekkenrijen op de rug die het grootste deel van de rug vullen met daartussen lichtere streepachtige vlekjes over het gehele lijf behalve op de donkerbruine tot zwarte kop. Meestal is de tekening erg licht, met name buiten de paartijd. Toch is de soort eenvoudig te herkennen naast een muurhagedis door de stompere kop, een log lichaam en verhoudingsgewijs veel kortere staart. De staart begint als een 'normale' staart in vergelijking met andere echte hagedissen, maar wordt kort na de basis plots duidelijk veel smaller.

## Verspreiding en habitat

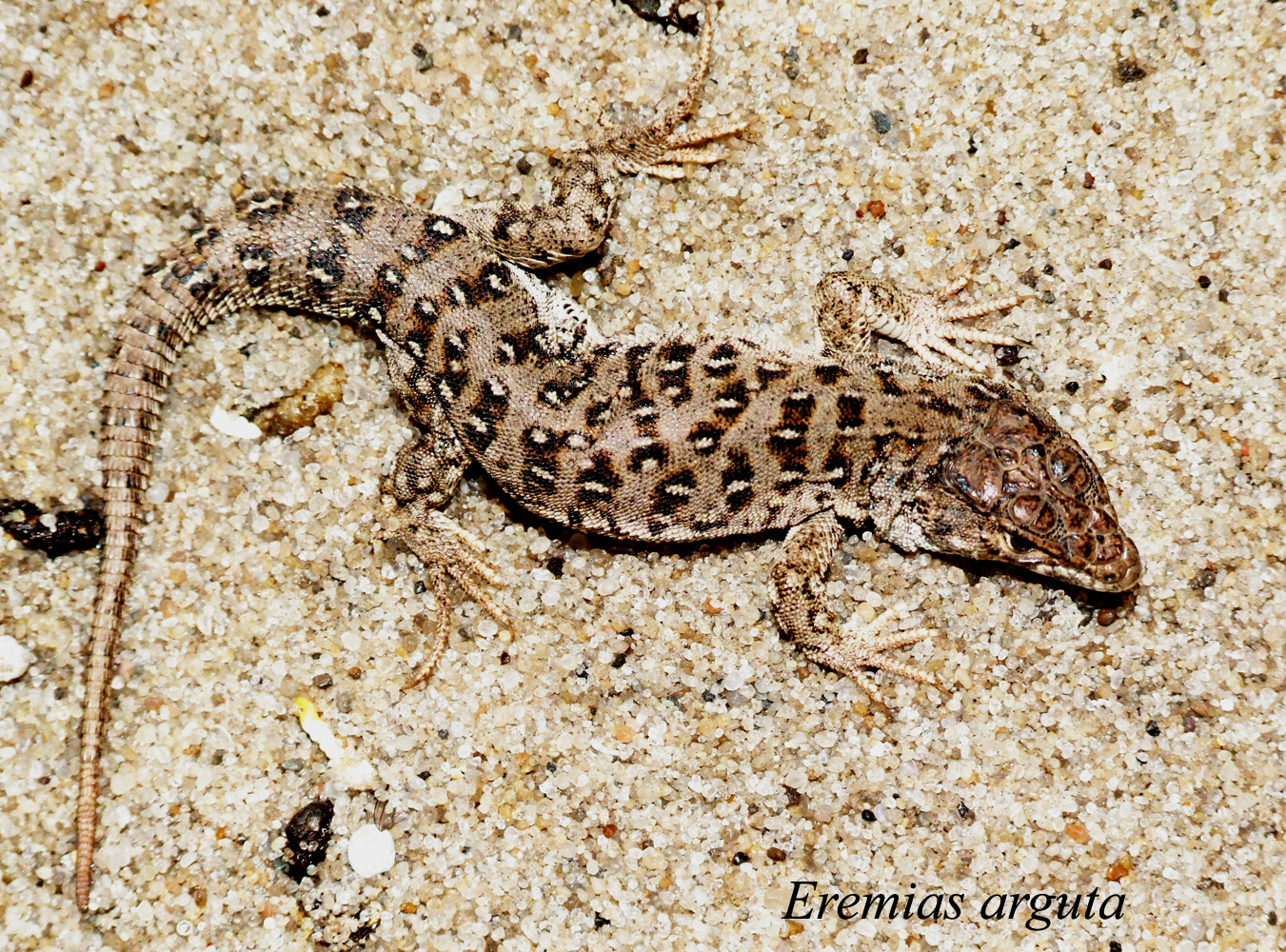
De hagedis leeft in zanderige streken.

De steppehagedis komt voor in delen van oostelijk Europa, westelijk Azië en het Midden-Oosten. De soort komt voort in de landen Armenië, Azerbeidzjan, China, Georgië, Iran, Kazachstan, Kirgizië, Moldavië, Mongolië, Oekraïne, Oezbekistan, Roemenië, Rusland, Tadzjikistan en Turkije.
De steppehagedis is te vinden in open, zanderige streken met enige vegetatie maar niet in schaduwrijke bossen.

## Levenswijze
De steppehagedis kan wel klimmen maar is een overwegend kruipende soort die snel over de bodem rent. Het dier heeft geen vaste stek maar verhuist regelmatig naar een ander holletje of steen. De hagedis neemt vaak een zonnebad om op te warmen voor het op jacht gaat. Het voedsel bestaat uit insecten zoals kevers en mieren en andere ongewervelden zoals kleine slakken. De harde dekschilden van kevers en de huisjes van slakken worden gekraakt met de grote kop en krachtige kaakspieren.
De winterslaap wordt doorgebracht in een zelfgegraven hol die een lengte van vijftig centimeter kan bedragen. Het vrouwtje zet drie tot elf eieren af, deze hebben een incubatietijd van ongeveer twee maanden waarna de juvenielen verschijnen. Deze hebben zodra ze uit het ei komen een lengte van ongeveer zes centimeter.